# (473102) 2015 HV170
(473102) 2015 HV170 es un asteroide perteneciente al cinturón de asteroides, descubierto el 24 de septiembre de 2008 por el equipo del Mount Lemmon Survey desde el Observatorio del Monte Lemmon, Arizona, Estados Unidos.

## Designación y nombre
Designado provisionalmente como 2015 HV17.

## Características orbitales
2015 HV170 está situado a una distancia media del Sol de 2,616 ua, pudiendo alejarse hasta 2,802 ua y acercarse hasta 2,430 ua. Su excentricidad es 0,071 y la inclinación orbital 11,61 grados. Emplea 1545 días en completar una órbita alrededor del Sol.

## Características físicas
La magnitud absoluta de 2015 HV170 es 17,2.